# 湖南电气职业技术学院
湖南电气职业技术学院（英語：Hunan Electrical College Of Technology）位于湖南省湘潭市下摄司街2号，是湖南省一所高等专科大学。

## 历史
1941年，中华民国建立了“国民政府资源委员会中央电工器材总厂艺徒训练学校”，它是湖南电气职业技术学院的前身；1951年，“国民政府资源委员会中央电工器材总厂艺徒训练学校”改名为“湘潭电机厂技工培训班”；1956年，“湘潭电机厂技工培训班”改名为“湘潭电机厂工人技术学校”；1963年，“湘潭电机厂工人技术学校”改名为“一机部湘潭机器技工学校”；1968年，“一机部湘潭机器技工学校”改名为“湘潭电机厂中等技术学校”；1975年，“湘潭电机厂中等技术学校”改名为“湘潭电机厂技工学校”。
1964年，“湘潭电机厂工人大学”建立；1975年，“湘潭电机厂工人大学”改名为“湘潭电机厂721工人大学”；1981年，“湘潭电机厂721工人大学”改名为“湘潭电机厂职工大学”；1999年，“湘潭电机厂职工大学”改名为“湖南机电职工大学”。
2006年，“湘潭电机厂技工学校”和“湖南机电职工大学”合并成为“湖南电气职业技术学院”。

## 学校院系
湖南电气职业技术学院拥有6个系部，21个专业。

### 系部
汽车工程系、机械工程系、电气与信息工程系、经济管理系、公共课部、培训中心

### 主要专业
汽车运用技术、风力发电设备制造与安装、电机与电器、模具设计与制造、酒店旅游管理

## 荣誉
湖南电气职业技术学院先后获得“国家首批高技能人才培训基地”、“全国机械行业骨干职业院校”和“湖南省汽车制造业高技能人才培养培训基地”等荣誉称号。